# Tsano Tsanov
Tsano Tsanov, född 25 mars 1949, är en bulgarisk före detta volleybollspelare.
Tsanov blev olympisk silvermedaljör i volleyboll vid sommarspelen 1980 i Moskva.